# 只野雅人
只野 雅人（ただの まさひと、1964年 -）は、日本の法学者。専門は憲法学。主にフランスの議会制度、選挙制度を研究する。学位は、博士（法学）（1993年）。一橋大学大学院法学研究科長・教授。大学時代は杉原泰雄（一橋大学名誉教授）に師事。元全国憲法研究会事務局長。

## 略歴
- 1964年 - 東京都に生まれる
- 1983年 - 東京都立立川高等学校卒業[2]
- 1987年 - 一橋大学法学部卒業[3]
- 1993年 - 一橋大学大学院法学研究科博士後期課程修了、博士（法学）の学位を取得[3]
- 1993年 - 広島修道大学専任講師を経て、同大学助教授
- 1997年 - 一橋大学法学部助教授
- 2004年5月 - 衆議院憲法調査会統治機構のあり方に関する調査小委員会参考人[4]
- 2005年2月 - 一橋大学大学院法学研究科教授[3]
- 2005年10月 - 参議院憲法調査会参考人[5]
- 2011年6月 - 法務省司法試験考査委員[6]
- 2016年3月 - 独立行政法人大学入試センター試験問題作成者任期満了[7]
- 2016年4月 - 一橋大学国際・公共政策研究部教授[3]
- 2017年4月 - 一橋大学大学院法学研究科グローバル・ロー研究センター教授[3]
- 2018年4月 - 一橋大学大学院法学研究科長[8]・法学部長、一橋大学大学院法学研究科グローバル・ロー研究センターセンター長[3]
- 2020年10月 - 法務省司法試験考査委員兼司法試験予備試験考査委員[9]
- 2022年2月 - 衆議院憲法審査会参考人[10]
- 2023年10月 - 日本学術会議会員[11]

## 所属学会
- 全国憲法研究会運営委員（2011-2013年事務局長）[12]
- 日本公法学会
- 憲法理論研究会
- 選挙学会
- 日仏法学会
- 日本選挙学会査読委員長[13]

## 社会的活動
- 日本学術会議連携会員[14]
- 行政書士試験試験委員
- 総務省地方議会・議員のあり方に関する研究会座長[15][16]
- 総務省補充立候補制度等のあり方に関する研究会座長代理[17]
- 選挙市民審議会共同代表[18]

## 主な著書
- 『選挙制度と代表制-フランス選挙制度の研究』（勁草書房、1995年）
- 『憲法の基本原理から考える』（日本評論社、2006年）
- 『憲法と議会制度』（共著、法律文化社、2007年）
- 『議会の役割と憲法原理』（共編著、信山社、2008年）